# Estação Ferroviária de Palmela-A
A estação ferroviária de Palmela-A, é uma interface da Linha do Sul, que serve a localidade de Palmela, no distrito de Setúbal, em Portugal.

## Descrição

### Localização e acessos
Esta interface situa-se na freguesia de Palmela, no limite oriental da malha urbana de Aires, com acesso pelo Largo da Estação Ferroviária, a nascente da localidade nominal — distando do seu centro (Biblioteca Municipal) quase quatro quilómetros, incluindo um troço de acentuado declive.
A Carris Metropolitana opera desde 2022 oito carreiras regulares de autocarro, ligando a estação a vários destinos na Península de Setúbal.

### Infraestrutura
Como apeadeiro numa linha de via dupla, esta interface apresenta-se nas duas vias de circulação (I e II) cada uma acessível por plataforma — ambas com de 220 m de comprimento e 90 cm de altura.

### Serviços
Esta estação é utilizada por serviços ferroviários suburbanos de passageiros assegurados pelas operadoras Comboios de Portugal (USGL - “Linha do Sado”) e Fertagus.

## História
Esta estação situa-se no troço entre Pinhal Novo e Setúbal da Linha do Sul, que abriu à exploração em 1 de Fevereiro de 1861. Foi construída muito mais tarde porém, já no final do século XX (depois de 1988), substituindo a antiga estação e por isso surgindo nos horários com o nome simplificado de Palmela.